# Gerd-Heinrich Kemper
Gerd-Heinrich Kemper (* 9. Juli 1938 in Berlin; † 12. März 2024) war ein deutscher Jurist. Er war Präsident des Verfassungs- und Oberverwaltungsgerichtes des Landes Sachsen-Anhalt sowie Richter am Bundesverwaltungsgericht.

## Leben

### Ausbildung
Kemper studierte von 1956 bis 1961 Rechtswissenschaften an der Freien Universität Berlin, der Schweizer Universität Freiburg und der Johann Wolfgang Goethe-Universität Frankfurt am Main. Seit dem Studium war er Mitglied der katholischen Studentenverbindung KStV Carolingia Fribourg im KV. Er legte 1961 die Erste Juristische Staatsprüfung ab und war von 1961 bis 1963 wissenschaftlicher Assistent an der Freien Universität. Von 1963 bis 1967 folgte das Referendariat in Berlin und Frankfurt am Main sowie im Jahr 1967 die Ablegung des Zweiten Juristischen Staatsexamens. Zudem war er von 1967 bis 1968 an der École nationale d’administration (ENA) in Paris.

### Laufbahn
Im Jahr 1967 trat Kemper als Regierungsassessor in das Bundesministerium des Innern ein. Dort war er bis 1972 im Bereich des Verfassungsrechts sowie im Grundsatzreferat öffentliche Sicherheit tätig und war dort zuletzt Regierungsdirektor.
Er wechselte 1972 in den Dienst des Landes Berlin und war hier bei der Senatsverwaltung für Justiz im Justizprüfungsamt, im öffentlichen Recht und in der Stiftungsaufsicht sowie mit Bundesratsangelegenheiten befasst. In der Senatsverwaltung wurde er 1973 zum Senatsrat ernannt und war von Juni 1976 bis Juli 1981 als Referatsleiter tätig.
Kemper wechselte 1981 als Richter an das Bundesverwaltungsgericht, wo er bis 1996 blieb. Anschließend wechselte er in den sachsen-anhaltischen Dienst und war dort vom 19. März 1996 bis zum 1. Mai 2004 Präsident des Oberverwaltungsgerichtes sowie von 2000 bis 2007 des Landesverfassungsgerichtes Sachsen-Anhalt.